# Пјер де Кубертен
Пјер де Фреди, барон Кубертен или Пјер де Кубертен (фр. Pierre de Frédy, Baron de Coubertin; Париз, 1. јануар 1863 — Женева, 2. септембар 1937) био је француски педагог и историчар. Најпознатији је као оснивач Међународног олимпијског комитета. Инспирисан археолошким налазима из доба древне Грчке у Олимпији, као и спортским такмичењима у Великој Британији, Де Кубертен је дошао на идеју да обнови традицију спортских надметања познатих као Олимпијске игре. Са овом намером организовао је међународни конгрес на Универзитету Сорбона у Паризу 23. јуна 1894. На овом конгресу је основан Међународни олимпијски комитет (МОК), а Де Кубертен је изабран за генералног секретара. Одлучено је и да се прве модерне Олимпијске игре одрже у Атини и да се потом одржавају сваке четири године.
Прве модерне Олимпијске игре одржане су 1896. у Атини, после којих је Де Кубертен преузео председавање МОК-ом. Де Кубертен је осмислио дисциплину модерни петобој за Олимпијске игре 1912.. Одступио је са функције председника МОК после Летње олимпијаде 1924. у Паризу. До смрти 1937. био је почасни председник МОК.
Рођен у француској аристократској породици, постао је академик и проучавао широк спектар тема, пре свега образовање и историју. Дипломирао је право и јавне послове на Париском институту за политичке студије (Научна политехника). Управо је у тамо дошао на идеју да оживи Олимпијске игре.

## Рани живот
Пјер де Фреди је рођен у Паризу 1. јануара 1863. године у аристократској породици. Био је четврто дете барона Шарла Луја де Фредија, Барона де Кубертена и Мари-Марсел Жиго де Кризноа. Породична традиција је сматрала да је име Фреди први пут стигло у Француску почетком 15. века, а прву забележену племићку титулу додељену породици дао је Луј XI претку, такође по имену Пјер де Фреди, 1477. године, али и друге гране његовог породичног стабла су продужиле још више у француској историји, а анали обе стране његове породице укључивале су племиће различитих позиција, војсковође и сараднике краљева и принчева Француске.
Његов отац Чарлс био је упорни ројалиста и успешан уметник чије су слике биле изложене и награђиване у Париском салону, барем у оним годинама када није био одсутан у знак протеста због успона на власт Луја Наполеона. Његове слике су често биле усредсређене на теме везане за римокатоличку цркву, класицизам и племство, што је одражавало оно што је сматрао најважнијим. У каснијем полу-фиктивном аутобиографском делу под називом Le Roman d'un rallié, Кубертен описује свој однос са мајком и са оцем као донекле напет током његовог детињства и адолесценције. Његови мемоари су даље елаборирани, описујући као кључни тренутак његово разочарење када је упознао Анрија, грофа од Шамбора, за кога је старији Кубертен веровао да је законити краљ.
Кубертен је одрастао у време дубоких промена у Француској: пораза у Француско-пруском рату, Париске комуне и успостављања Треће републике, али док су ови догађаји били окружење његовог детињства, његова школска искуства су била само као формативни. У октобру 1874, родитељи су га уписали у нову језуитску школу под називом Ектернат де ла ру де Виен, која је још била у изградњи током првих пет година које је провео у њој. Док су многи полазници школе били дневни ученици, Кубертен је похађао у школу под надзором језуитског свештеника, за шта су се његови родитељи надали да ће му усадити снажно морално и верско образовање. Тамо је био међу три најбоља ученика у својој класи и био је официр елитне академије школе коју су чинили њени најбољи и најпаметнији. Ово сугерише да се Кубертен, упркос својој бунтовности код куће, добро прилагодио строгим строгостима језуитског образовања.
Као аристократа, Кубертен је имао бројне каријерне путеве међу којима је могао да бира, укључујући потенцијално истакнуте улоге у војсци или политици, али је уместо тога изабрао да настави каријеру као интелектуалац, проучавајући и касније пишући о широком спектру тема, укључујући образовање, историју, књижевност и социологију.

## Образовна филозофија
Предмет за који се чини да га је најдубље занимало било је образовање, а његово проучавање се посебно фокусирало на физичко васпитање и улогу спорта у школовању. Године 1883, са двадесет година, први пут је посетио Енглеску и студирао програм физичког васпитања који је покренуо Томас Арнолд у школи рагбија. Кубертен је сматрао да су ове методе заслужне за експанзију британске моћи током 19. века и залагао се за њихову употребу у француским институцијама. Укључивање физичког васпитања у наставни план и програм француских школа постала је стална тежња и страст Кубертена.
Сматра се да је Кубертен преувеличао значај спорта за Томаса Арнолда, кога је сматрао „једном од оснивача атлетског витештва”. Утицај спорта на реформисање карактера којим је Кубертен био толико импресиониран је вероватније да потиче из романа Школски дани Тома Брауна (објављеног 1857), а не искључиво у идејама самог Арнолда. Ипак, Кубертен је био ентузијаста коме је потребан циљ и нашао га је у Енглеској, и код Томаса Арнолда. „Томас Арнолд, вођа и класични модел енглеских просветних радника“, писао је Кубертен, „дао је прецизну формулу за улогу атлетике у образовању. Повод је брзо надвладао. Игралишта су се појавила широм Енглеске“. Он је посетио друге школе енглеског језика да би се лично уверио. Резултате је описао у књизи Образовање у Енглеској, која је објављена у Паризу 1888. Јунак његове књиге је Томас Арнолд, а приликом своје друге посете 1886, Кубертен је размишљао о Арнолдовом утицају у капели у школи рагбија.
Оно што је Кубертен видео на теренима енглеских школа које је посетио јесте како „организован спорт може да створи моралну и друштвену снагу“. Не само да су организоване игре помогле да се ум и тело поставе у равнотежу, већ су спречиле и губитак времена на друге начине. Првобитно развијен од стране старих Грка, био је то приступ образовању за који је сматрао да га је остатак света заборавио и чијем препороду је требало да посвети остатак свог живота.
Као историчар и мислилац о образовању, Кубертен је романтизовао стару Грчку. Дакле, када је почео да развија своју теорију физичког васпитања, он се, природно, угледао на пример који је дала атинска идеја о гимназији, објекту за обуку који је истовремено подстицао физички и интелектуални развој. У овим гимназијама је видео оно што је назвао троструко јединство између старих и младих, између дисциплина и између различитих типова људи, значи између оних чији је рад био теоријски и оних чији је рад био практичан. Кубертен се залагао да се ови концепти, ово троструко јединство, уграде у школе.
Иако је Кубертен свакако био романтичар, и док ће га његова идеализована визија античке Грчке касније довести до идеје о оживљавању Олимпијских игара, његово залагање за физичко васпитање такође је било засновано на практичним интересима. Веровао је да ће мушкарци који су стекли физичко васпитање бити боље припремљени за борбу у ратовима и способнији да победе у сукобима попут Француско-пруског рата, у којем је Француска била понижена. Такође је видео спорт као демократски, у том спортском такмичењу је прелазило класне линије, иако је то чинио без мешања класа, што он није подржавао.
Неповољно по Кубертена, његови напори да укључи више физичког васпитања у француске школе су пропали. Неуспех овог подухвата је, међутим, уско праћен развојем нове идеје, оживљавањем античких Олимпијских игара, стварањем фестивала међународног атлетизма.
Био је судија првог финала француског првенства у рагбију 20. марта 1892. између Тркачког клуба Француске и Стад Франса.

## Списак радова
Ово је списак књига Пјера де Кубертена. Поред ових, написао је бројне чланке за часописе и часописе:
- Une Campagne de 21 ans. Paris: Librairie de l'Éducation Physique. 1908.
- Coubertin, Pierre de (1900—1906). La Chronique de France (7 vols.). Auxerre and Paris: Lanier. стр. 7 v.
- L'Éducation anglaise en France. Paris: Hachette. 1889.
- L'Éducation en Angleterre. Paris: Hachette. 1888.
- Essais de psychologie sportive. Lausanne: Payot. 1913.
- L'Évolution française sous la Troisième République. Études d'histoire contemporaine. Paris: Hachette. 1896.
- France Since 1814. New York: Macmillan. 1900. Приступљено 27. 2. 2018 — преко Internet Archive.
- La Gymnastique utilitaire. Paris: Alcan. 1905.
- Histoire universelle (4 vols.). Aix-en-Provence: Société de l'histoire universelle. 1919.
- Mémoires olympiques. Lausanne: Bureau international de pédagogie sportive. 1931.
- Notes sur l'éducation publique. Paris: Hachette. 1901.
- Pages d'histoire contemporaine. Paris: Plon. 1908.
- Pédagogie sportive. Paris: Crés. 1922.
- Le Respect Mutuel. Paris: Alean. 1915.
- Souvenirs d'Amérique et de Grèce. Paris: Hachette. 1897.
- Universités transatlantiques. Paris: Hachette. 1890.